# Capillipedium
Genre
Classification phylogénétique
Capillipedium est un genre de plantes herbacées de la famille des Poaceae. 

## Espèces
- Capillipedium annamense
- Capillipedium assimile
- Capillipedium duongii
- Capillipedium filiculme
- Capillipedium huegelii
- Capillipedium kuoi
- Capillipedium kwashotense
- Capillipedium laoticum
- Capillipedium leucotrichum
- Capillipedium longisetosum
- Capillipedium magdalenii
- Capillipedium nagense
- Capillipedium parviflorum
- Capillipedium planipedicellatum
- Capillipedium pteropechys
- Capillipedium spicigerum
- Capillipedium sulcatum

Selon NCBI (20 févr. 2011) :
- Capillipedium parviflorum
- Capillipedium spicigerum
- Capillipedium venustum